# Jonathan Hales
Jonathan Hales (* 10. Mai 1937 in England) ist ein britischer Dramatiker und Drehbuchautor.

## Biografie
Hales wurde 1937 in England geboren. Im Jahr 1970 arbeitete er als Drehbuchautor für die britische Serie Manhunt, für die er insgesamt fünf Folgen schrieb. In den 1970er und 1980er Jahren war er an weiteren Fernsehserien beteiligt. Auch schrieb er das Drehbuch für den Film Mord im Spiegel, dass auf gleichnamige Buch von Agatha Christie basiert. Hales arbeitete für George Lucas an der Serie Die Abenteuer des jungen Indiana Jones. 
Seine bekannteste Arbeit als Drehbuchautor war der Film Star Wars: Episode II – Angriff der Klonkrieger (2002), zu dem er das Drehbuch gemeinsam mit George Lucas schrieb. Für den im gleichen Jahr erschienenen Film The Scorpion King war Hales an der Storyentwicklung beteiligt. 
Für seine Arbeit an Episode II erhielt er (zusammen mit Lucas) die Goldene Himbeere für das Schlechteste Drehbuch.

## Filmografie (Auswahl)
- 1970: Manhunt (Fernsehserie, 5 Folgen)
- 1971: The Guardians (Fernsehserie, 2 Folgen)
- 1972: Villains (Fernsehserie, 1 Folge)
- 1980: Mord im Spiegel (The Mirror Crack'd)
- 1981: Ein perfekter Bruch (Loophole)
- 1983: Höllenjagd bis ans Ende der Welt (High Road to China)
- 1983, 1984: Detektei Blunt (Agatha Christie’s Partners in Crime, Fernsehserie, 3 Folgen)
- 1985: Dempsey & Makepeace (Fernsehserie, 2 Folgen)
- 1988: Dallas (Fernsehserie, 1 Folge)
- 1991: Van der Valk (Fernsehserie, 1 Folge)
- 1992–1994: Die Abenteuer des jungen Indiana Jones (The Young Indiana Jones Chronicles; Fernsehserie, 6 Folgen)
- 2002: The Scorpion King
- 2002: Star Wars: Episode II – Angriff der Klonkrieger (Star Wars Episode II - Attack of the Clones)